# Buenavista (Agusan del Norte)
Buenavista è una municipalità di seconda classe delle Filippine, situata nella Provincia di Agusan del Norte, nella Regione di Caraga.
Buenavista è formata da 25 baranggay:
- Abilan
- Agong-ong
- Alubijid
- Guinabsan
- Lower Olave
- Macalang
- Malapong
- Malpoc
- Manapa
- Matabao
- Poblacion 1
- Poblacion 2
- Poblacion 3
- Poblacion 4
- Poblacion 5
- Poblacion 6
- Poblacion 7
- Poblacion 8
- Poblacion 9
- Poblacion 10
- Rizal
- Sacol
- Sangay
- Simbalan
- Talo-ao